# Gare de Carleton Place
La  gare de Carleton Place  est une gare ferroviaire canadienne, érigée par le chemin de fer Canadien Pacifique entre 1921 et 1922. Elle servira le service passager du chemin de fer qui sera interrompu au début des années 1970 et finalement abandonné en 1989. La gare est devenue superflue quand les rails entre Ottawa et Carleton Place ont été levés en 1990 .

## Histoire
La gare est construite selon les plans du Bureau de l’ingénieur en chef du Canadien Pacifique à Montréal, avec l’entrepreneur en construction M. Sullivan & Fils d'Arnprior. Elle servira le service de passagers et de fret entre Ottawa, Montréal et les pointes ouest. Elle survient à la suite de l'invasion de son territoire (du centre-est de l'Ontario) par un rival transcontinental, le Canadian Northern Railway qui a construit une grande et impressionnante gare à Smiths Falls en 1913 . Le chemin de fer effectu une paysagement du terrain lorsque la gare a été construite. «Du point de vue architectural, la gare est l’un des exemples les plus réussis du travail réalisé par le bureau de l’ingénieur-chef à Montréal. La décoration est relativement simple; toutefois, la masse élégante et l’utilisation raffinée de l’étagement horizontal confèrent au bâtiment son style architectural. Les profonds retraits des portes et des fenêtres et les larges avant-toits ajoutent au bâtiment une qualité tridimensionnelle très forte. Le plan intérieur, simple et élégant, traduit le même sens des proportions, des finis et des détails. Cette gare est la dernière qui témoigne encore du groupe des sept gares en pierres construites par le Canadien Pacifique dans la vallée supérieure de l’Outaouais entre 1897 et 1922. »  .
La gare est construite en pierre. En excellent état, elle conserve plusieurs de ses caractéristiques d'origine. En 2010, elle servait d'une garderie .

## Patrimoine ferroviaire
La gare est désignée gares ferroviaire patrimoniale du Canada depuis 1991 .  Aussi, elle bénéficie de la protection de la Partie IV du Loi sur le patrimoine de l'Ontario depuis 1993 